# Лутер (Ајова)
Лутер (енгл. Luther) град је у америчкој савезној држави Ајова. По попису становништва из 2010. у њему је живело 122 становника.

## Демографија
Према попису становништва из 2010. у граду је живело 122 становника, што је -36 (-22.8%) становника више него 2000. године.
| Група             | 2000.       | 2010.       |
| Белци             | 157 (99,4%) | 118 (96,7%) |
| Афроамериканци    | 0 (0,0%)    | 1 (0,8%)    |
| Азијати           | 1 (0,6%)    | 1 (0,8%)    |
| Хиспаноамериканци | 0 (0,0%)    | 2 (1,6%)    |
| Укупно            | 158         | 122         |